# Janet Fowler-Michel
Janet Margaret Fowler-Michel, geborene Fowler (* 18. Mai 1965 in Victoria), ist eine kanadische Basketballtrainerin und ehemalige -spielerin.

## Laufbahn
Fowler begann 1980 mit dem Basketballsport und spielte später an der University of Victoria, 1985 und 1987 gewann sie mit der Mannschaft die Meisterschaft in der kanadischen Collegeliga CIAU und wurde 1987 als beste Spielerin des Finalturniers ausgezeichnet. In ihrer Abschlusssaison an der Uni erzielte die Flügelspielerin im Schnitt 17,5 Punkte und 8,1 Rebounds je Begegnung. Ab 1988 war Fowler als Berufsbasketballspielerin beim deutschen Bundesligisten TSV Weilheim tätig, 1992 wechselte sie zur DJK Bamberg, mit der sie ebenfalls in der höchsten deutschen Spielklasse antrat. Bis 1996 spielte Fowler in Bamberg und lernte während dieser Zeit ihren späteren Ehemann Ferdinand Michel kennen, der damals Trainer der Würzburger Basketball-Damen war. Ab 1996 spielte Fowler dann in Würzburg.
Mit der kanadischen Nationalmannschaft nahm sie 1988 am Olympia-Qualifikationsturnier sowie an der Weltmeisterschaft 1990 teil. Bei der WM in Malaysia war sie mit durchschnittlich elf Punkten pro Begegnung zweitbeste Korbschützin der Auswahlmannschaft bei diesem Turnier.
Bereits während ihrer Spielerzeit war sie als Trainerin im Jugendbereich tätig, später war sie Spielertrainerin beim Regionalligisten TSG Waldbüttelbrunn sowie Trainerin des Teams Oberfranken in der Weiblichen Nachwuchs-Basketball-Bundesliga und führte das Team 2010 auf den dritten und 2011 auf den vierten Platz der U17-Bundesliga. Für den Bayerischen Basketball Verband war sie als Honorartrainerin im Einsatz. 2013 übernahm sie das Traineramt beim Damen-Zweitligisten TG Würzburg. Zusätzlich trat sie im Juli 2015 die Stelle als sportliche Leiterin des neu ins Leben gerufenen Basketball-Bundesstützpunktes in Würzburg an und trainierte Sportförderklassen am Würzburger Deutschhaus-Gymnasium. In der Sommerpause 2019 gab sie das Amt der Cheftrainerin der Würzburger Zweitligadamen ab, blieb aber als Co-Trainerin für die Mannschaft tätig. Im Sommer 2021 wurde sie wieder Cheftrainerin der Würzburgerinnen in der 2. Bundesliga.
Für den Deutschen Basketball-Bund ist sie seit 2011 als Trainerin tätig, war bei den U16-Europameisterschaften 2011 und 2017 sowie den U18-B-EM-Turnieren 2012, 2013, 2014, 2015 und 2016 Assistenztrainerin der deutschen Auswahl. 2017 wurde sie Bundestrainerin der weiblichen U15-Nationalmannschaft.